# 达华公寓
达华公寓（英語：Hubertus Court），是中国上海市长宁区的一座历史建筑，位于延安西路918~928号，现为锦江集团都城经典酒店。

## 历史
达华公寓建于1935至1937年，高10层，有90套房间。由美商达华地产投资公司出租。位于沪西越界筑路区域的大西路，由匈牙利建筑师邬达克设计，立面强调横线条。达华公寓是邬达克在上海的最后一个住所。
1949年以后美商回国，1953年达华公寓由政府代管，用作干部宿舍和专家招待所。1968年改为达华饭店。1978年改名达华宾馆，现属锦江集团。1999年，该建筑被列为上海市优秀历史建筑。